# Lewiston (Maine)
Lewiston es una ciudad ubicada en el condado de Androscoggin en el estado estadounidense de Maine. En el Censo de 2010 tenía una población de 36 592 habitantes y una densidad poblacional de 397,59 personas por km².

## Geografía
Lewiston se encuentra ubicada en las coordenadas 44°5′23″N 70°10′20″O / 44.08972, -70.17222. Según la Oficina del Censo de los Estados Unidos, Lewiston tiene una superficie total de 92.04 km², de la cual 88.44 km² corresponden a tierra firme y (3.91 %) 3.59 km² es agua.

## Demografía
Según el censo de 2010, había 36 592 personas residiendo en Lewiston. La densidad de población era de 397,59 hab./km². De los 36 592 habitantes, Lewiston estaba compuesto por el 86.61 % blancos, el 8.67 % eran afroamericanos, el 0.43 % eran amerindios, el 1.05 % eran asiáticos, el 0.04 % eran isleños del Pacífico, el 0.6 % eran de otras razas y el 2.6 % pertenecían a dos o más razas. Del total de la población el 1.99 % eran hispanos o latinos de cualquier raza.

## Galería

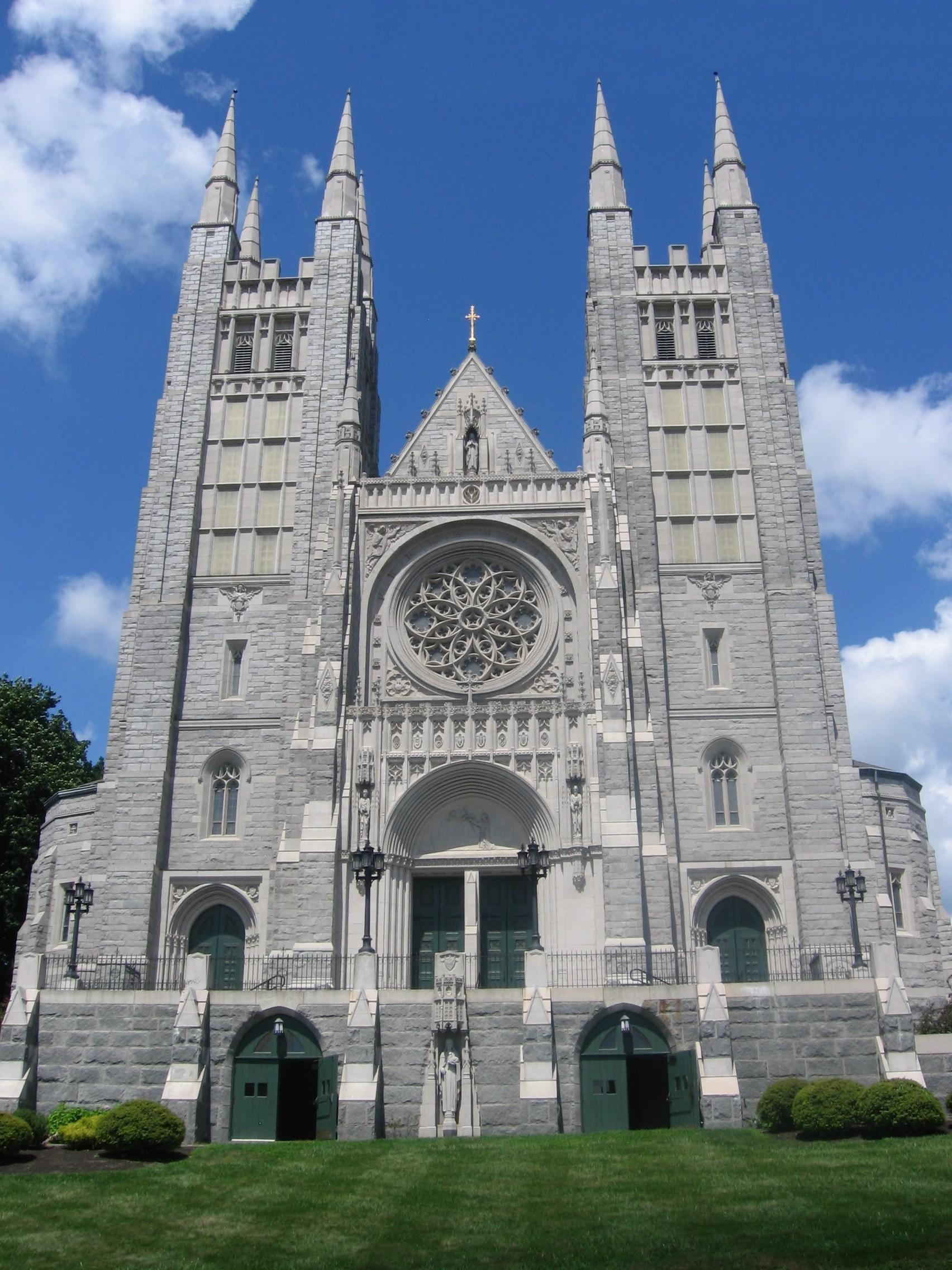
Basílica de San Pedro y San Pablo
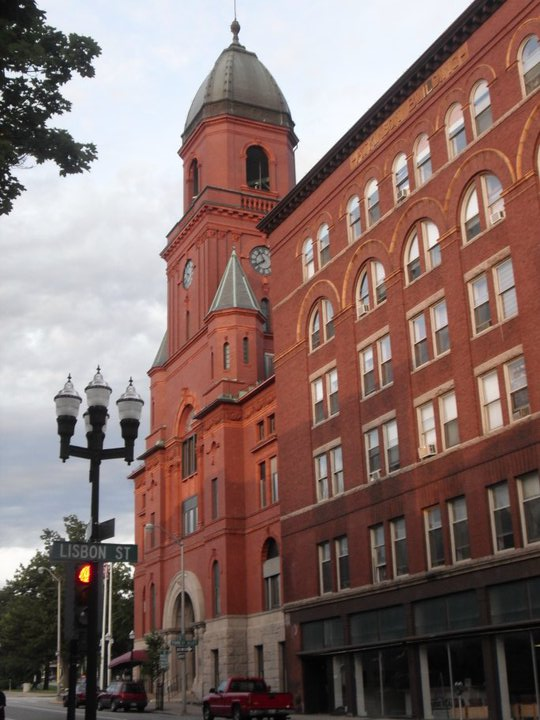
Ayuntamiento de Lewiston